# $30,000
$30,000 (o Thirty Thousand Dollars) è un film muto del 1920 diretto da Ernest C. Warde che aveva come protagonisti J. Warren Kerrigan, Fritzi Brunette e Carl Stockdale. Si basa su un giallo di H.B. Daniel ed è caratterizzato da una serie di incredibili coincidenze.

## Trama
Una donna misteriosa di nome Christine Lloyd si presenta nell'ufficio del giovane avvocato John Trask chiedendogli di effettuare un acquisto per suo conto. Gli affida la considerevole cifra di 30.000 dollari con i quali dovrà pagare un pacco, contenente una collana, pacco che gli verrà consegnato il giorno successivo presso il suo ufficio. La collana era stata rubata dal fratello di Christine, Sydney, per pagare dei debiti di gioco e la sorella, temendo per lui, si era offerta di aiutarlo ricomprando il gioiello dai biscazzieri per saldare il debito. Trask accetta. La sera, prima di lasciare l'ufficio, nasconde il denaro dietro un quadro. Più tardi, durante il suo giro di ronda, Annester Norton, il guardiano dell'edificio, scopre il denaro e decide di rubarlo e scappare. La mattina dopo caso vuole che sia proprio la figlia di questa guardia, Aline Norton, a fare da ignara fattorina dei loschi biscazzieri e a consegnare il collier. Trask però scopre che il denaro è sparito e, per cercare di capire qualcosa di più della vicenda, si reca alla bisca. Qui, però, per una fortunatissima coincidenza, vince 30.000 dollari e con essi riscatta la collana. Soddisfatto si reca dalla Lloyd per consegnargliela ma quando lo fa si rende conto che si tratta di un falso. Si reca quindi nel covo dei biscazzieri recuperando la collana vera per restituirla poi alla legittima proprietaria. Intanto Norton, il guardiano, pentitosi del malfatto, si reca da Trask per restituirgli il denaro: il giovane avvocato scopre così di essersi innamorato di sua figlia Aline.

## Produzione
Il film fu prodotto dalla Robert Brunton Productions.

## Distribuzione
Negli Stati Uniti, fu distribuito dalla W.W. Hodkinson e dalla Pathé Exchange il 29 febbraio 1920. Il film uscì il 4 ottobre 1920 anche in Finlandia con il titolo Kolmekymmentätuhatta dollaria.